# Cédric Desbrosse
Pas d'image ? Cliquez ici

a Compétitions nationales et continentales officielles uniquement.

b Matchs officiels uniquement.
Dernière mise à jour le 22 novembre 2021.
 Cédric Desbrosse, né le 9 novembre 1971 à Sainte-Foy-lès-Lyon, est un joueur international français de rugby à XV, jouant au poste de centre.
Ailier de formation, il devient centre lors de son premier passage à Givors sur les conseils de l'ancien international Aldo Gruarin.
Avec le Stade toulousain, il remporte une Coupe d'Europe en 2003 ainsi que deux fois le championnat de France en 1999 et 2001.

## Carrière en club

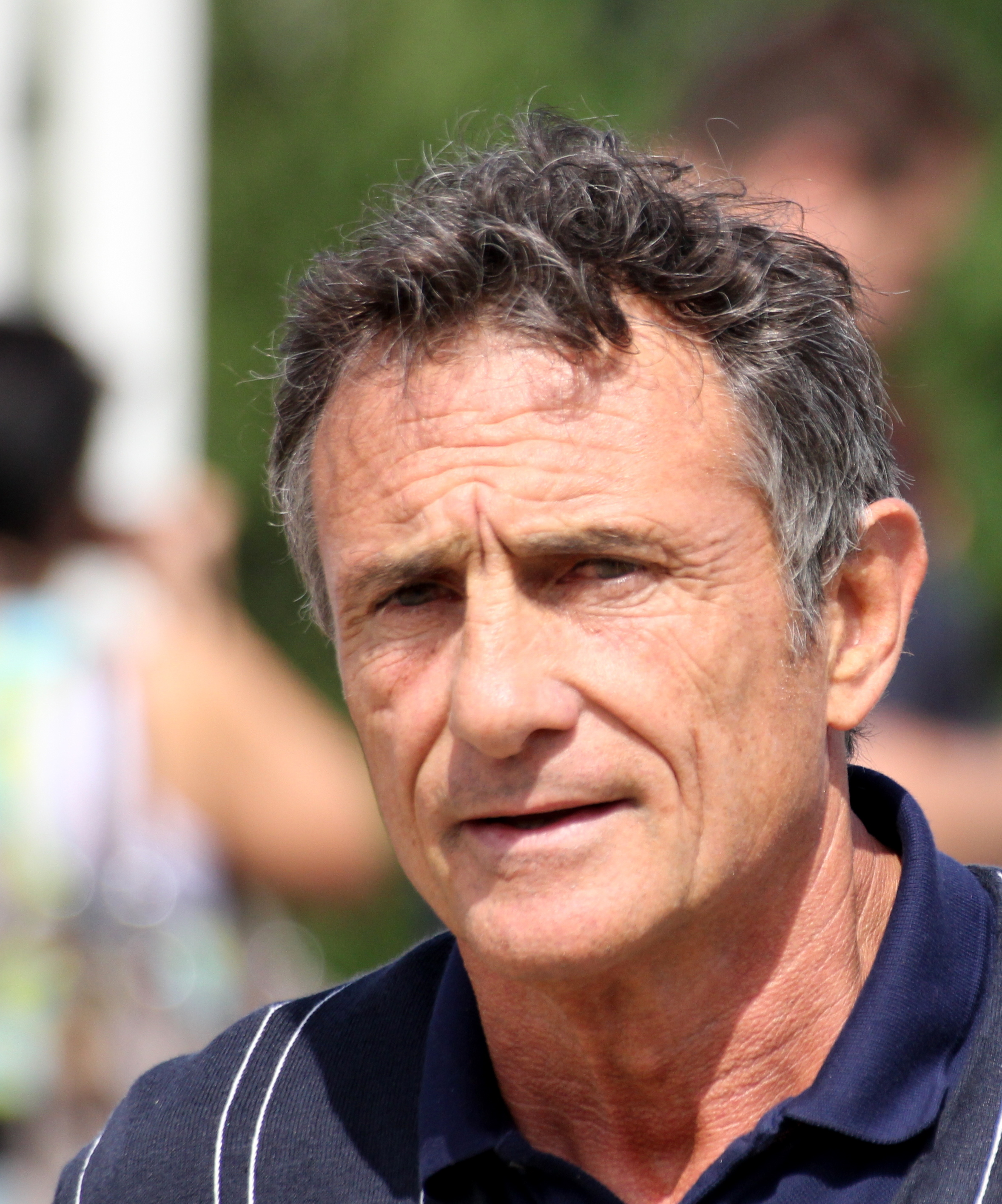
Guy Novès, ici en 2011, est le manager de Cédric Desbrosse au Stade toulousain de 1998 à 2004.

Le 23 mai 2004, il est titulaire avec le Stade toulousain en finale de la Coupe d'Europe, associé au centre à Yannick Jauzion, au Stade de Twickenham à Londres face aux London Wasps. Les Anglais l'emportent sur le fil 27 à 20, à la suite d'une erreur de Clément Poitrenaud, empêchant les Toulousains de gagner un deuxième titre européen consécutif.
Il a disputé 43 matchs en compétitions européennes, dont 37 en Coupe d'Europe de rugby avec Toulouse et 6 en Challenge européen avec Béziers et Narbonne .
Pour la saison 2006-2007 il retrouve sa région d'origine en jouant pour le Lyon OU. Pour la saison 2007-2008, il retrouve à Carcassonne son ami Christian Labit alors entraîneur de la formation.

## Carrière en équipe nationale
Il a disputé son premier test match le 8 octobre 1999 contre l'équipe de Namibie, et son dernier test match contre l'équipe d'Irlande, le 19 mars 2000.

### Tournoi des Cinq/Six Nations
| Édition          | Rang | Résultats France | Résultats Desbrosse | Matchs Desbrosse |
| ---------------- | ---- | ---------------- | ------------------- | ---------------- |
| Six Nations 2000 | 2    | 3 v, 0 n, 2 d    | 0 v, 0 n, 1 d       | 1/5              |

Légende : v = victoire ; n = match nul ; d = défaite ; la ligne est en gras quand il y a Grand Chelem.

### Coupe du monde
| Édition          | Rang      | Résultats France | Résultats Desbrosse | Matchs Desbrosse |
| ---------------- | --------- | ---------------- | ------------------- | ---------------- |
| Royaume-Uni 1999 | Finaliste | 5 v, 0 n, 1 d    | 1 v, 0 n, 0 d       | 1/6              |

Légende : v = victoire ; n = match nul ; d = défaite.
International de rugby à sept depuis 1995.

## Carrière d'entraîneur
- 2010-2011 : Racing Club de Petite Terre (Mayotte)
- 2011-2012 : Racing Club de Petite Terre (Mayotte)
- 2013-2014 : Union Sportive Frontonnaise, cadets de l'école de rugby (Haute-Garonne)
- 2014-2015 : SO Givors (fédérale 3)

## Palmarès

### En club
- Coupe d'Europe :
  - Vainqueur (1) : 2003
  - Finaliste (1) : 2004
- Champion de France :
  - Vainqueur (2) : 1999 et 2001
  - Finaliste (1) : 2003
- Champion de France Espoir : 2003

### En équipe nationale
- Sélections en équipe nationale : 2
- Sélections par année : 1 en 1999, 1 en 2000
- En Coupe du monde : 
  - 1999 : 1 sélection contre l'équipe de Namibie